# سلول شخصی
سلول شخصی هشتمین آلبوم استودیویی رضا یزدانی می‌باشد که در ۱۰ دی ۱۳۹۳ مشتمل بر ۱۴ قطعه در دو سی‌دی، به بازار عرضه شده‌است. ۵ روز بعد از آغاز فروش آلبوم نیز، کنسرت این مجموعه در نمایشگاه بین‌المللی تهران، انجام گرفت. جشنواره موسیقی فجر، موعد رونمایی از این آلبوم، توسط یزدانی بود. یزدانی، این اثر را نسبت به سایر آثارش، اجتماعی‌تر می‌داند.
سی‌دی اول این آلبوم شامل ترانه‌هایی می‌باشد که تماماً، سروده‌ی اندیشه فولادوند است و ۸ قطعه را شامل می‌شود. فولادوند در خصوص سروده‌هایش که در این آلبوم، مورد استفاده قرار گرفته، می‌گوید: «سی‌دی اول آلبوم سلول شخصی که خودش یک آلبوم مجزا است، یک قصه است. یک‌سری سینگل ترک نیست که کنار هم چیده شده باشند. یک داستان که با «سلول شخصی» شروع می‌شود و با «شلیک کن رفیق» تمام می‌شود. نوع نگاه، نوعی جهان بینی و برداشتی است از انسان امروز و جامعه امروز بشری.»
سی‌دی دوم نیز مشتمل بر ۶ قطعه می‌باشد که سروده‌های مهدی ایوبی، رضا داورزنی، خسرو کیان راد، علیرضا باران و بابک صحرایی است.
آهنگسازی این آلبوم را یزدانی، شخصاً انجام داده‌است و تنظیم آهنگ‌ها هم علاوه بر خودش، توسط محمد خرمی‌نژاد، میلاد عدل، بهروز پایگان، پویا نیکپور،  شهروز بردوده و ستار آورکی انجام شده‌است. از میان ترانه‌های این مجموعه، ترانه‌های «سیگار پشت سیگار»، «کلاشینکف» و «خودزنی» پیش از عرضهٔ آلبوم، به صورت تک‌آهنگ، منتشر شده بودند.

## فهرست ترانه‌ها
مدت آهنگ‌ها از «بییپ تونز» بدست آمده‌است.

### دیسک یک
متن همهٔ ترانه‌ها توسط اندیشه فولادوند نوشته و موسیقی همهٔ آنها توسط رضا یزدانی، به جز جایی که اشاره شده ساخته شده‌است.
| شماره | نام                                         | تنظیم کننده               | مدت  |
| ----- | ------------------------------------------- | ------------------------- | ---- |
| ۱.    | «سلول شخصی»                                 | میلاد عدل                 | ۵:۲۹ |
| ۲.    | «آهنگ قدیمی»                                | محمد خرمی نژاد            | ۵:۵۵ |
| ۳.    | «پله برقی» (ملودی ترجیع‌بند: Melancholy Man) | میلاد عدل                 | ۶:۱۹ |
| ۴.    | «سیگار پشت سیگار»                           | رضا یزدانی،محمد خرمی نژاد | ۶:۱۵ |
| ۵.    | «سمت هیچ»                                   | بهروز پایگان              | ۵:۳۵ |
| ۶.    | «کلاشینکف»                                  | میلاد عدل                 | ۴:۰۱ |
| ۷.    | «پل نیومن»                                  | محمد خرمی نژاد            | ۵:۳۴ |
| ۸.    | «شلیک کن رفیق»                              | بهروز پایگان              | ۹:۱۷ |

### دیسک دو
موسیقی همهٔ ترانه‌ها توسط رضا یزدانی، به جز آن‌هایی که اشاره شده ساخته شده‌است.
| شماره | نام                                     | سراینده            | مدت  |
| ----- | --------------------------------------- | ------------------ | ---- |
| ۱.    | «کاشف» (پویا نیک پور)                   | مهدی ایوبی         | ۴:۳۴ |
| ۲.    | «خاطرات پینه بسته» (شهروز بردوده)       | رضا داورزنی        | ۴:۴۴ |
| ۳.    | «ما»                                    | خسرو کیان راد      | ۴:۴۴ |
| ۴.    | «مثه یه تصادف ناجور»                    | علیرضا باران       | ۵:۰۱ |
| ۵.    | «تعظیم زئوس» (برگرفته از Gloomy Sunday) | علیرضا باران       | ۵:۲۴ |
| ۶.    | «خودزنی» (ستار اورکی)                   | تیتراژ فیلم خودزنی | ۳:۲۰ |

## دست‌اندرکاران
- میلاد عدل - گیتار آکوستیک، گیتار الکتریک
- محمد خرمی‌نژاد – درام
- آرش زمانیان – گیتار بیس
- بهروز بایگان - کیبورد، پیانو
- مازیار احمدپور - گیتار آکوستیک، گیتار الکتریک
- شهروز بردوده - کیبورد، پیانو
- ایمان جعفری پویان - کلارینت
- غزاله شیرازی - ویولن سل
- مجید برومند - گیتار بیس قطعهٔ «ما»
- همایون نصیری - ساز کوبه‌ای قطعهٔ «کاشف»
- علی اوجی - تهیه‌کننده
- محمد خرمی نژاد - ضبط، میکس، مسترینگ